# Exorista atricans
Exorista atricans är en tvåvingeart som först beskrevs av Villeneuve 1938.  Exorista atricans ingår i släktet Exorista och familjen parasitflugor. Inga underarter finns listade i Catalogue of Life.